# 金之宮
金之宮（かんのみや）は、静岡県富士宮市淀師にある神社。

## 概要
富士山本宮浅間大社の元摂末社であり、同社と関係が深い。例えば慶安3年（1650年）の奥書を持つ『富士本宮年中祭礼之次第』に本宮祭礼として金之宮神事が記される。
同史料によると、正月に富士大宮司らによって執り行われる「地蔵巡り」の巡礼地として金之宮が数えられる。また卯月初申より七日以前之寅ノ日に行われる、富士塚や阿字神社等を巡礼する「浜下り神事」の条項に「禁足」が記され、「禁足ハ金之宮神事迄也」とある。
また富士山本宮浅間大社の流鏑馬神事に係り、5月4日に金之宮においても流鏑馬が行われていた。
天正5年（1577年）『富士大宮神事帳』より、上記のような金之宮祭礼・御神事の神事銭は富士氏・葛山氏・由比氏らが担っていたことが知られる。